# Аш (бог)
Аш је староегипатски бог оазе, као и винограда на западној страни делте Нила, те се стога сматра доброћудним божанством. Флиндерс Питри је током своје експедиције 1923. године у Сакари пронашао неколико натписа на поклопцима винских ћупова Старог краљевства, који гласе: „Мене освежава овај Аш“, који су били уобичајени украс.
Заправо, он је био познат древним Египћанима као бог племена Либу и Тинху, који су били „народи оазе“. Сходно томе, Аш је био познат као „Господар Либије“, западна погранична подручја која су насељавала племена Либу и Тинху одговарају донекле области модерне Либије. Такође је могуће да је обожаван у граду Омбос, као њихово главно божанство.

## Први помени
У египатској митологији, као бог оаза, Аш је довођен у везу са Сетом, који је првобитно био бог пустиње и представљан као заштитник Сахаре. Први познати помени бога Аша датирају из преддинастичког периода, али од краја друге династије, његов углед је порастао, и он је виђен као заштитник краљевских имања, јер је њему близак бог Сет у Доњем Египту сматран као главно божанство саме краљевске породице. Ашев значај је био толики, да се он помиње све до 26. династије.
Аш је обично приказан као човек, чија је глава имала облик једне од пустињских животиња, често приказан као лав, лешинар, соко, змија, или неидентификована Сет-животиња. Описи Аша су најранији познати прикази староегипатске уметности, где се божанство представља као човек са главом животиње.
Он је такође био бог благостања и доносио је дарове у виду говеда и уља (у Текстовима пирамида оно се назива најбољим либијским уљем) у Египат и био повезан са виноградима западне Делте Нила.
Неки прикази Аша представљају га са више глава, за разлику од осталих египатских божанстава, иако су неки сложени описи повремено повезивали богове са Мином. У чланку у часопису Ancient Egypt (из 1923.), као и у додатку у својој књизи, The Splendor that was Egypt, Маргарет Мареј проширује тему о тим приказима и пореди га са скитским божанством, које Себастијан Минстер помиње у свом делу Cosmographia universalis.
Теорија да је Аш пореклом бог других народа је оспорена, јер је био бог Омбоса много пре него што се помиње Сет током 2. династије. Једна од његових титула је „Небути“ или „Онај из Небута“, што указује на ову позицију.
Аш се понекад сматра још једним називом за Сета, као што би се Серкет могла назвати Та-Битјет, Анти Дунанвијем, Шешат Сефкхет-Абвијем.

## Натписи

### Рељефи
У храму фараона Сахуреа у Абусиру, описан је у људском облику као Господар Либије, где је такође владао оазама и караванским путевима. Он је обећао краљу Сахуре:
| „ | „Даћу ти свако добро које се у овој земљи налази.“ | ” |

На другом делу храма, забележено је: 
| „ | „Дајем ти све стране земље ка западу и ка истоку, све народе Иунти (нубијски номади) и Ментиу (азијатски номади) који постоје у свакој земљи.“ | ” |

### Књига мртвих
У Књизи мртвих он је описан као Насилник:
| „ | Чин, да би се отворила, уз Тота, треба да је изговори Озирис, на следећи начин: „Ја сам господар ужаса у олуји, под заштитом Веререта (велика круна Горњег Египта) у бици. Ја нападам силовито Аша и освежавам Аша. Припремих место за Верет (Уреус круна) у бици. Учврстих нож са ножем који је у руци Хепријевој у олуји.“ | ” |